# Sacha Korn
Sacha Korn (* 1975 in Babelsberg) ist ein deutscher Musiker und Musikmanager. Er spielte in verschiedenen Bands und arbeitete als Studiogitarrist mit mehreren Produzenten zusammen, bevor er 2008 unter seinem bürgerlichen Namen, Sacha Korn, sein Soloprojekt ins Leben rief. Eine Erwähnung als rechtsextremer Liedermacher durch den Verfassungsschutz konnte er gerichtlich verhindern. Er wird dennoch der rechtsextremen Szene zugeordnet, da sich mehrere Lieder von ihm auf den sogenannten Schulhof-CDs befinden. Er selbst versteht sich als „patriotischer Liedermacher“.

## Leben und Karriere
Sacha Korn wuchs in Teltow direkt an der Grenze zum damaligen Westberlin auf. Nach seinem Abitur im Jahr 1995 begann er ein Wirtschaftsstudium an der Universität Potsdam, welches er jedoch nicht beendete. Kurze Zeit später nahm Korn sein Studium an der Los Angeles Music Academy (LAMA) auf. Einer seiner Dozenten war Frank Gambale, der dort die Gitarrenabteilung leitete. Aufgrund von Differenzen zwischen Korn und einem seiner Lehrer, dem ehemaligen Pointer-Sisters-Gitarristen Bill Fowler, verließ Korn die LAMA und wechselte auf das Guitar Institute of Technology in Hollywood, wo er unter anderem bei Scott Henderson lernte. Parallel zu seiner Gitarrenausbildung belegte Korn dort auch Kurse für Music-Business bei Kenny Kerner, dem Produzenten des mit Gold ausgezeichneten Debütalbums der US-Band Kiss.
Im Frühjahr 2001 kehrte Korn nach Deutschland zurück und studierte zwei weitere Semester Gitarre an der Modern Music School in Aschaffenburg bei Michael Sagmeister. Während dieser Zeit spielte er in mehreren Bands und arbeitete als Studiogitarrist sowie als Dozent an Musikschulen. Korns Aufenthalte in den USA und besonders das Studium an der LAMA prägten sein Gitarrenspiel. Im Jahr 2001 wurde Korn auf einem Festival in Riga, der ForteRiga (Musikmesse, ähnlich der Midem und Popkomm) von Artemi Troizki, einem der einflussreichsten russischen Musikkritiker entdeckt, der ihm zu seinem ersten Plattenvertrag mit dem größten russischen Indie-Label „Soyuz“ verhalf. Noch im gleichen Jahr erschien Korns Debüt-Album in Russland und den übrigen GUS-Staaten. Es folgten weitere Veröffentlichungen im osteuropäischen und asiatischen Raum.
2001 begann Korn im Berliner Tonstudio der Passion-Fruit-Sängerin Viola Schubbe, alias Dawn, zu arbeiten. Im selben Jahr begann Korn neben seiner eigenen musikalischen Tätigkeit auch verschiedene Künstler und Bands in die ehemaligen Ostblock-Staaten zu lizenzieren und später auch zu managen und zu beraten. So lieferte er auch u. a. einige Remixe für das Debütalbum der polnischen Schauspielerin und Popsängerin Kaja Paschalska, was später mit Gold ausgezeichnet wurde. 2004 schloss er einen Beratervertrag mit Terence Trent D’Arby, der mit dem Song „Sign your name across my heart“ Ende der achtziger Jahre große Erfolge feierte. Im gleichen Jahr ergab sich für Korn eine Kooperation mit dem russischen Fußballmeister und UEFA-Champions-League-Teilnehmer, „Lokomotive Moskau“ : Korn spielte außerdem beim offiziellen Einkleide Termin der Spieler im Moskauer Stadion. Im Anschluss daran ging Korn mit seinem zweiten Album „Power“ in Russland auf Konzert-Tour. Während dieser Zeit lebte er in Mailand, von wo aus er 2004 sein Label „East-international-music“ mit Sitz in Lodz (Polen) gründete, unter dem 2005 schließlich D’Arbys Album „Wildcard“ in ganz Osteuropa veröffentlicht wurde.
Musikalisch arbeitete Korn in den folgenden Jahren (seit 2004) sehr viel mit dem polnischen Underground-Künstler Robert Tuta (Agressiva 69) zusammen. Kurz nach der Gründung seines Labels verlegte Korn 2005 seinen Wohnsitz nach Lodz, um aktiver auf dem osteuropäischen Markt arbeiten zu können, sein Label weiter auszubauen und mit Tuta gemeinsam an einem neuen Album zu arbeiten. Insgesamt veröffentlichten im Zeitraum 2005 bis 2009 mehr als 30 Künstler ihre Musik unter „East-international-music“. 2006 spielte Korn erste Konzerte in China und trat dort als Gastsprecher auf einer Musikkonferenz auf. Ende 2006 kehrte er für einige Konzerte an die Ostküste der USA zurück. Im gleichen Jahr erschienen zwei seiner Songs auf einem Xbox-Spiel der Firma Microsoft.
Seit 2010 ist Korn Teilhaber und Geschäftsführer der East-West-Publishing, die mit der Soyuz Medien Gruppe kooperiert. Unter anderem hält die Firma die Verlagsrechte von Künstlern wie Marilyn Manson, den Hooters, Blondie, Massive Attack uva. in mehreren osteuropäischen Ländern. Im März 2012 untersagte das Bezirksamt Lichtenberg ein Konzert von Sacha Korn, welches in einem Clubhaus der Hells Angels stattfinden sollte. 2012 veröffentlichte Korn eine EP mit dem Deutschlandlied in allen drei Strophen. Auf seinem Doppel-MCD-Album Wie lange noch? kollaborierte er mit der Electro-Band Funker Vogt. 2021 nahm Korn mit dem Schauspieler und Kabarettisten Uwe Steimle eine Coverversion des DDR-Pionierlieds Unsere Heimat auf. Diese Version wurde auch von dem neurechten Kampagnenprojekt „Ein Prozent“ beworben.

## Politische Einordnung
2011 geriet Korn in die Kritik, weil drei seiner Lieder zur Landtagswahl in Sachsen-Anhalt 2011 auf der so genannten Schulhof-CD der NPD erschienen. Korn erklärte, sein kanadisches Management habe die Titel ohne sein Wissen an die Partei abgegeben. Im Rahmen dieser Veröffentlichung wurde Sacha Korn im Verfassungsschutzbericht 2011 des Verfassungsschutzes Brandenburg erwähnt und als rechtsextremer Liedermacher geführt. Sacha Korn klagte daraufhin. Am 20. November 2012 kam es zu einem Vergleich zwischen ihm und dem Verfassungsschutz, der damit endete, dass sein Name aus dem Bericht entfernt wurde.
Im Jahr 2020 hatte Sacha Korn unter anderem im Youtube-Kanal LautGedacht (welcher dem „Ein Prozent e.V.“ gehört, einem Ableger der Identitären Bewegung) einen Gastauftritt.
Endstation Rechts kritisierte, Korn würde „typisch rechtsextremistische Denkmuster aus der Mottenkiste kramen“ und in seinen Postings auf Facebook „Deutschtümelei und Nationalismus“ verbreiten. Der Zeitschrift Hier & Jetzt des Bildungswerks für Heimat und nationale Identität, die der NPD nahesteht, gab er in Ausgabe 19 ein Interview. Sein im Dezember 2013 erscheinendes Album Funkenflug war in Teilen vorab auf der Homepage der NPD zu hören. Netz-gegen-Nazis kritisierte, dass Korn auf seiner Facebook-Seite völkische und rechtsextreme Aussagen macht und anderen Facebook-Mitgliedern mit rechtsextremer Gesinnung eine Plattform bietet, wo sie diese öffentlich kundtun können. Laut Netz-gegen-Nazis schrieb Korn drei Tage nach den Attentaten von Oslo und Utoya durch den rechtsextremen Terroristen Anders Behring Breivik, dass „viel schlimmer“ als die Anschläge selbst die „Hetzkampagne“ sei, „die jetzt schon gegen die eigene Urbevölkerung Europas losschlägt.“

## Diskografie

### Alben
- 2001: modernbreakbeat! (Korn & Flakes, erschienen in Russland, GUS, Tschechien, Polen)
- 2005: Power (Litzmannstadt, erschienen in Russland, GUS, Singapur, Taiwan, Korea, China)
- 2009: Nokout (East-International-Music, erschienen in Deutschland, USA, Russland, GUS, Bulgarien, Polen, Korea, China, Singapur, Indonesien, Malaysia)
- 2011: Wie lange noch? (Links – Rechts) (East-International-Music)
- 2013: Funkenflug (Nokout Music)
- 2016: Feuer (Nokout Music)
- 2020: Heimat

### EPs/Singles
- 2011: Deviationist (Eigenproduktion)
- 2012: Das Lied der Deutschen 2012 feat. Dawn (Passion Fruit) (Nokout Music)
- 2013: Funkenflug (Download-Single)